# Shaq-Fu: Da Return
Shaq Fu: Da Return es el segundo álbum de estudio lanzado por Shaquille O'Neal. Fue lanzado el 8 de noviembre de 1994 bajo el sello discográfico Jive Records y presenta la producción de Erick Sermon, LoRider, The LG Experience, Chyskillz, Reggie Noble, RZA y Warren G.
El álbum no fue tan exitoso como el previo, pero alcanzó un éxito decente, logrando el #67 en el Billboard 200 y #19 en el Top R&B/Hip-Hop Albums.
Tuvo dos sencillos, "Biological Didn't Bother" y "No Hook" que presenta a miembros de Wu-Tang Clan, Method Man y RZA. Fue certificado como disco de oro por la Asociación de la Industria Discográfica de Estados Unidos.

## Lista de canciones
1. "No Hook" Feat. Method Man & RZA
2. "Newark to C.I." Feat. Keith Murray
3. "Biological Didn't Bother (G-Funk Version)"
4. "My Dear"
5. "Shaq's Got It Made"
6. "Mic Check 1-2" Feat. Ill Al Skratch
7. "My Style, My Stelo" Feat. Redman
8. "(So U Wanna Be) Hardcore"
9. "Nobody"
10. "Freaky Flow" Feat. Mr. Ruffneck & General Sha
11. "Biological Didn't Bother (Original Flow)"
12. "Shaq-Fu: Stand And Deliver"

## Posicionamiento
Álbum
| Año  | Listas            | Posición |
| ---- | ----------------- | -------- |
| 1994 | The Billboard 200 | 67       |
| 1994 | R&B Albums        | 19       |

Sencillos
| Año  | Sencillo                 | Listas                             | Posición |
| ---- | ------------------------ | ---------------------------------- | -------- |
| 1994 | Biological Didn't Bother | Hot Rap Singles                    | 13       |
| 1994 | Biological Didn't Bother | Hot R&B/Hip-Hop Singles & Tracks   | 54       |
| 1994 | Biological Didn't Bother | The Billboard Hot 100              | 82       |
| 1995 | Biological Didn't Bother | Hot R&B/Hip-Hop Singles & Tracks   | 62       |
| 1995 | Biological Didn't Bother | Hot Rap Singles                    | 18       |
| 1995 | Biological Didn't Bother | The Billboard Hot 100              | 78       |
| 1995 | No Hook                  | Hot Dance Music/Maxi-Singles Sales | 24       |
| 1995 | No Hook                  | Hot R&B/Hip-Hop Singles & Tracks   | 66       |
| 1995 | No Hook                  | Hot Rap Singles                    | 16       |